# Choton núr
Choton núr (mongolsky Хотон нуур) je sladkovodní jezero v Bajanölgijském ajmagu v Mongolsku. Nachází se v rozsáhlé mezihorské propadlině na severním svahu Mongolského Altaje. Má rozlohu 50 km². Je 22 km dlouhé a přibližně 4 km široké. Dosahuje maximální hloubky 58 m. Leží v nadmořské výšce 2084 m.

## Vodní režim
Přes jezero protéká řeka Chovd gol. Spolu s jezerem Chorgon núr, které leží níže po toku řeky, je známo pod označením Chovdská jezera. V zimě jezero zamrzá.

## Fauna
Jezero je bohaté na ryby.